# 佛光山松山寺
25°01′26″N 121°33′52″E / 25.023792°N 121.564344°E
佛光山松山寺，是位於臺灣臺北市信義區的佛寺，為聯勤44兵工廠信眾募資建立，今由佛光山僧伽管理。

## 歷史

### 兵工廠募資
聯勤44兵工廠退役的李鼎衡回憶，早期兵工廠同事信佛教的不少，每到周末假日，他即和二三十名同事結伴搭火車前往中壢圓光禪寺及汐止靜修襌院聽慈航法師講經，因此與道安法師結緣；1954年慈航法師圓寂後，他們便改聽道安法師講經。慈航法師生前曾對道安法師說，聯勤44兵工廠有很多信徒，但松山區（當時兵工廠地區屬松山）沒有佛寺，道安法師便發願興建松山寺。聯勤44兵工廠總工程司賈毓靈妻子回想，四四西村的信眾後來在今日光復市場旁住宅，租屋供養道安法師，每日下午聽他講經，後來兵工廠廠長夫人趙路文如發動眷村信徒捐助善款，大約一家每月捐米十四公斤、捐錢三五十元，再加上海來的居士陳子平到國外募款，終於1957年冬以一坪新台幣廿元購得吳興街284巷土地建寺。寺蓋好後，道安法師找來善導寺的靈根法師擔任當家執事，道安法師自己擔任住持。
在賈毓靈熱心幫忙下，兵工廠的工程師們為松山寺畫出設計圖，道安法師即依圖逐步擴建佛寺，1961年興建殿高七十二尺的法王寶殿，1969年增建觀音樓。此後香火鼎盛，陸續興建圖書館、玉佛殿等大樓，設有大專佛學講座、中華佛學研究會、《獅子吼》雜誌、台灣印經處、中國佛教會文獻委員會等。
松山寺在臺灣本土中，被視為臺灣外省人有名的寺院。楚戈剛從軍中退伍時，感到人世茫茫，曾有一段日子當過道安法師的徒弟，並編輯過《獅子吼》雜誌。道安法師曾寄書給在海外的三毛，教導她宗教史。毛惕園在此寺出家，後還俗。出身兵工廠眷戶的市議員王正德與費鴻泰，假日時常到松山寺開讀書會。
道安法師於1977年圓寂後，寺務由靈根法師掌管。每年清明、中元節都辦法會，另外還有觀音法會、大悲法會等活動，有時也在寺院大辦素齋，宴請香客。1983年，登記成立財團法人，董事長為靈根法師，常務董事為茅詹文麗和黃浩林，董事有釋恆毅、王紳、孫傅道華、李劉靜雲、張慧明、梅煥華。

### 靈骨塔遭難
去逝的聯勤44兵工廠員工、眷屬會土葬在松山寺附近的四四公墓，牌位則寄放寺內，隨吳興街附近房子越蓋越多及台北醫學院的成立，附近人口日益綢密，公墓用地已無法再葬，改用火葬方式將骨灰安厝至寺內。1978年，寺方興建取名「報本堂」的納骨塔，以木質材料加蓋第四層。除吳興街住戶的骨灰會寄放外，費鴻泰姪女、陳凱倫父親與兄長、李行獨子李顯一、夏光莉父親也是安眠於此。由於名古屋空難、大園空難及林肯大郡罹難者的善後法會時是由松山寺所辦，他們的骨灰多放置寄放在此寺靈骨塔四樓、高八層的大鋼架上。
因環保意識抬頭，各級政府為遏止濫葬，自1987年以後即不再核發墓園執照，加上台北市政府於1990年代計畫五年內將強制遷移十四萬座舊墓，使得靈骨塔投資市場熱絡：在該年代熱潮中，有靈骨塔位預售時一位才新台幣兩、三萬元，完工之後上漲到九萬元，甚至有炒高達十六萬元以上。1991年起，茅詹文麗以松山寺常務董事身分，安排兒子茅凱樂、茅凱寧擔任義工，處理販賣寺方靈骨塔、牌位、長生牌位，收取價款、信徒捐獻功德金、寺務銀行存款提款等事宜。1990年中期，寺方靈骨塔每個牌位已漲到新台幣數萬元至十餘萬元不等；至1998年，已提高到二十萬元。1994年1月至1998年3月四年間，寺方銷售塔位、牌位功德金的收入就達新台幣五千七百五十萬元。茅凱樂、茅凱寧挪用這些錢炒作股票、購買外幣，匯至休士頓、舊金山、德克薩斯州等地購置不動產及個人花費，以不實帳證資料給會計人員逐年製作帳冊、收支報告表提報主管機關。
1998年4月5日清明節晚9時14分，台北市政府消防局接獲松山寺靈骨塔發生火警；原本第一波到場搶救的消防人車十分鐘內初步壓制火勢，但因水源水壓不足，火勢於9時41分轉烈，至10時29分才撲滅。三、四樓骨灰罈全毀約一千三百位，半毀者約五百位。四樓骨灰，幾乎付之一炬。6日一早，眾多受害者民眾聚集，包括陳凱倫、夏光莉、田平春等藝人。李行也在12日到寺中尋找兒子骨灰，在雨中流下眼淚。數日後，李行面對兒子骨灰罈遭波及，對記者表示，當初兒子遺願是想要海葬，但家人不捨；如今對著兒子照片，也可表達懷念。
此刻茅凱樂利用寺方火災之際，侵占當天清明節收取新台幣一千餘萬元的功德金，從臺灣銀行中崙分行提款美金五十萬元及新台幣六百萬元，捲款潛赴美國；其弟茅凱寧則滯美不歸。4月13日，寺方請來的會計師李耀魁說明，經過這三日來查核，至少新台幣上億元被挪用。16日，台北地檢署再度約談茅詹文麗未獲後，對茅家展開強制拘提行動。12月9日，台北地檢署檢察官李韋昌偵查終結，依《中華民國刑法》侵占、偽造文書等罪嫌將茅詹文麗母子三人提起公訴，向台北地方法院求處三人各有期徒刑九年。最後檢方查出茅氏兄弟共盜走新台幣二億九千多萬元，茅氏兄弟卻最終逍遙法外、逃過追溯期。

### 佛光山接手
星雲法師答應靈根法師的請託，由佛光山承接松山寺，才逐漸恢復寺院應有弘揚佛法功能。面對臺灣第一宗火燒靈骨塔事件，台北市政府民政局局長李逸洋以五個半月、五十多次善後會議後，達成寺方提撥新台幣八百萬元作賠款，並將無法辨識、混在一起的骨灰合成千人塚、立紀念碑，安置破損骨灰罈碎片及牌位，1998年9月20日在松山寺舉行奉安法會。次月17日，台北地方法院宣判，靈根法師以《中華民國刑法》公共危險罪判處拘役五十日，惟考量已和被害人達成和解，諭知緩刑二年。
之後骨灰置在松山寺的還有劉紹唐、傅培梅其夫程紹慶。

## 外部連結
- 佛光山松山寺官網 （页面存档备份，存于）